# Schafter
Schafter, pseudonimo di Wojciech Laskowski (Racibórz, 2003), è un rapper polacco.

## Biografia
Schafter è salito alla ribalta col primo album in studio Audiotele (2019), arrivato nella top ten della OLiS e certificato doppio platino dalla Związek Producentów Audio-Video per le 60 000 unità equivalenti. Il disco contiene l'estratto Hot Coffee, certificato diamante per le oltre 100 000 unità vendute.
Il suo secondo LP, Futura (2020), ha raggiunto la 2ª posizione della graduatoria LP polacca. Esso include i brani Swimming Lessons e Eskeemos, entrambi disco d'oro. Il secondo EP Ramotka (2023) è anch'esso oro, per aver superato le 15 000 copie vendute.

## Discografia

### Album in studio
- 2019 – Audiotele
- 2020 – Futura

### EP
- 2018 – Hors d'oeuvre
- 2023 – Ramotka

### Singoli
- 2019 – Hot Coffee
- 2019 – Double D's (feat. Żabson)
- 2019 – Marvin
- 2019 – Ridin' Round the Town w czyimś bel air
- 2019 – Short & Bittersweet
- 2019 – Bigos (feat. Taco Hemingway)
- 2019 – Cirque du soleil (feat. Oki)
- 2020 – Swimming Lessons (feat. Young Igi)
- 2020 – Góra dół góra dół (con Rasmentalism e Pezet)
- 2020 – Push to Talk
- 2020 – 3.5 karrat
- 2020 – Need Help (con Houston X)
- 2020 – Eskeemos
- 2020 – Www (con Rosalie)
- 2021 – Bez zarzutów (con Hodak e 2K)
- 2023 – Bigos (con Albo Inaczej e Zalia)